# Соколов, Пётр Михайлович
Пётр Михайлович Соколов (9 февраля 1930 — 2 января 1993) — передовик советского сельского хозяйства, председатель колхоза имени В. И. Ленина Большемурашкинского района Горьковской области, Герой Социалистического Труда (22 марта 1966).

## Биография
Родился 9 февраля 1930 года в Нижнем Новгороде. В возрасте 12 лет, в годы Великой Отечественной войны, начал свою трудовую деятельность. Стал работать токарем на заводе имени Серго Орджоникидзе. В 1944 году стал помощником мастера в школе фабрично-заводского обучения, а затем назначен мастером производственного обучения.
В 1949 году стал трудиться инженером производственного отдела, а позже заместителем начальника цеха. С 1950 года являлся членом КПСС. В 1955 году по направлению партии в числе «тридцатитысячников» был отправлен в Горьковскую (ныне — Нижегородскую) область для работы по укреплению колхозов. Был избран председателем колхоза имени В. И. Ленина Большемурашкинского района, которым бессменно руководил до выхода на заслуженный отдых в 1988 году.
Руководимое им хозяйство очень быстро вышло в число передовых в районе. В колхозе имени В. И. Ленина велось интенсивное строительство производственных, жилых и социально-культурных объектов. Хозяйство стало школой передового опыта в области.
Указом Президиума Верховного Совета СССР от 22 марта 1966 года за достигнутые успехи в развитии животноводства, увеличении производства и заготовок мяса, молока, яиц, шерсти и другой продукции Петру Михайловичу Соколову присвоено звание Героя Социалистического Труда с вручением ордена Ленина и золотой медали «Серп и Молот».
В 1972 году без отрыва от производства завершил обучение в Горьковском сельскохозяйственном институте, получил специальность учёный-агроном.
Избирался депутатом Горьковского областного совета народных депутатов нескольких созывов, являлся членом обкома КПСС и был делегатом XXIII съезда партии.
Умер в Нижнем Новгороде 2 января 1993 года. Похоронен на Бугровском кладбище Нижнего Новгорода.

## Награды
- Герой Социалистического Труда — указом Президиума Верховного Совета СССР от 22 марта 1966 года
- Орден Ленина (22.03.1966)
- Орден Октябрьской Революции (08.04.1971)
- Орден Трудового Красного Знамени (12.3.1958)
- Орден Знак Почёта
- Орден Дружбы народов
- другими медалями.